# David Pieter de Villiers Graaff
Pour les articles homonymes, voir Villiers et Graaff.
Sir David Pieter de Villiers Graaff (30 mars 1859 – 13 avril 1931), 1er baronnet, est un homme d'affaires et un homme politique d'Afrique du Sud, maire du Cap en 1891, député au parlement de la colonie du Cap (1891-1897 et 1908-1910), ministre au sein du gouvernement colonial de John X. Merriman (1908-1910), membre du parti sud-africain, député au parlement de l'union d'Afrique du Sud (1910-1920) et membre du gouvernement de Louis Botha entre 1910 et 1916.

## Biographie
Fils de Pieter Norbertus Graaff, David Pieter est né en 1859 près de Villiersdorp dans la colonie du Cap.
En 1870, âgé de 11 ans, il commence à travailler dans la boucherie de son grand-oncle au Cap tout en suivant un enseignement privé. En 1881, avec son jeune frère, Jacobus, il reprend la boucherie de son oncle et se lance avec succès dans les affaires en fondant la première société de stockage réfrigérant d'Afrique du Sud.
Graaff est aussi à l'époque le commandant de la garnison d'artillerie du Cap.
Conseiller municipal du Cap à partir de 1882, il est maire de la ville en 1891 et 1892. Il prend les mesures pour introduire l'électricité publique et privée dans la ville.
Il est également député au parlement de la colonie du Cap de 1891 à 1897.
Durant la seconde guerre des Boers, il fait des affaires lucratives pour fournir l'armée britannique sur les champs de bataille. Parallèlement, il effectue d'importantes donations aux associations d'aides aux Boers, prisonniers de camps de concentration ou victimes de guerre.

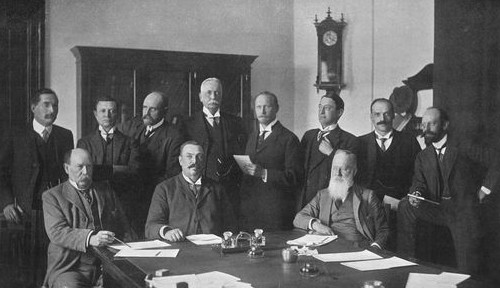
Le premier cabinet de l'Union sud-africaine en 1910 dirigé par Louis Botha.
Debout de gauche à droite : J.B.M. Hertzog, Henry Burton, F.R. Moor, C. O'Grady Gubbins, Jan Smuts, H.C. Hull, F.S. Malan, David Pieter de Villiers Graaff. Assis de gauche à droite : J.W. Sauer, Louis Botha, Abraham Fischer

Après la guerre, il diversifie ses activités et achète un vignoble près du Cap.
Avec son frère, il finance la construction des bâtiments du lycée De Villiers Graaff à Villiersdorp en 1906.
En 1908, il est de nouveau élu député du parlement de la colonie du Cap.
De 1908 à 1910, il est ministre sans portefeuilles dans le gouvernement du premier ministre du Cap, John X. Merriman.
En 1910, il est élu député au parlement de l'Union Sud-africaine.
En 1911, il est anobli dans l'ordre de l'Empire Britannique avec le titre de baron. Il entre au gouvernement du premier ministre sud-africain Louis Botha comme ministre des travaux publics et des postes et télégraphes. En 1912-1913, il est ministre sans poste attribué.
En 1915, il est nommé ministre des finances.
En 1919, il accompagne Louis Botha lors de la conférence de Paix à Versailles.
Il ne se représente pas aux élections générales de 1920 et quitte la vie politique.
Il décède le 13 avril 1931 à Milnerton près de la ville du Cap.
Son fils de Villiers Graaff deviendra le leader de l'opposition officielle au parlement de 1957 à 1977.